# Szaj Piron
Szaj Piron (hebr.: שי פירון, ang.: Shai Piron, ur. 25 stycznia 1965 w Kefar Witkin) – izraelski polityk, w latach 2013–2014 minister edukacji Izraela, w latach 2013–2015 poseł do Knesetu z listy Jest Przyszłość.
W wyborach parlamentarnych w 2013 po raz pierwszy dostał się do izraelskiego parlamentu. Wszedł w skład rządu Binjamina Netanjahu jako minister edukacji. Zrezygnował ze stanowiska w grudniu 2014, po zdymisjonowaniu przez Netanjahu przewodniczącego Jest Przyszłość Ja’ira Lapida. W przyśpieszonych wyborach w 2015 ponownie zdobył mandat poselski. Jednak już 4 września zastąpił go Elazar Sztern